# Зариньш, Карлис Карлович
Карлис Карлович Зapиньш (Зapинь; латыш. Kārlis Zariņš; 6 июля 1930, Рига — 23 сентября 2015, Рига) — советский и латышский оперный певец (драматический тенор), педагог. Народный артист СССР (1976).

## Биография
В 1944 году окончил школу в Риге, учился на Техническом факультете Латвийского университета (ныне Рижский технический университет).
В 1960 году окончил Латвийскую консерваторию по классу А. Вилюманиса, в 1960—1961 годах совершенствовался в Софийской консерватории (Болгария) у профессора И. Йосифова.
С 1960 по 2006 год — солист Латвийского театра оперы и балета (ныне Латвийская Национальная опера) (Рига).
Пел во многих советских и зарубежных оперных театрах. С 1970 до 1980-х годов был внештатным солистом Большого театра (Москва). В карьере около 60-ти теноровых партий.
Выступал в концертах. В репертуаре теноровые партии в «Реквиеме» Дж. Верди, «Реквиеме» В. А. Моцарта, «Мессии» Г. Ф. Генделя, оратории «Махагони» М. Зариньша, а также в 9-й симфонии Л. Бетховена и др.
С 1972 года преподавал на вокальном отделении Латвийской консерватории (с 1983 — профессор).
Среди учеников: Се́ргей Е́герс.
Карлис Зapиньш умер 23 сентября 2015 года в Риге. Похоронен на 1-м Лесном кладбище.

### Семья
- Жена (с 1953) — Регина, художник.
- Дочь — Зане (умерла в 2003 году).

## Звания и награды
- Заслуженный артист Латвийской ССР (1965)
- Народный артист Латвийской ССР (1972)
- Народный артист СССР (1976)
- Государственная премия Латвийской ССР (1974)[2]
- Орден Дружбы народов (1980)[3]
- Орден Трудового Красного Знамени
- Офицер ордена Трёх звёзд (2001)
- Большая музыкальная награда Латвии (1994) — за выдающийся вклад в латвийское вокальное искусство
- Большая музыкальная награда Латвии (2005) — за жизненный вклад (2005)[4]
- Премия «Алдара» — за жизненный вклад в Латвийском театре оперы и балета (1999)
- Награда «Легендарная жизнь в искусстве» на церемонии вручения призов лучшим артистам оперы и балета за 2014 год (2015)

## Репертуар
- Германн — «Пиковая дама» П. И. Чайковского
- Самозванец — «Борис Годунов» М. П. Мусоргского
- Радамес, Гонец — «Аида» Дж. Верди (1982)
- Манрико — «Трубадур» Дж. Верди
- Калаф — «Турандот» Дж. Пуччини
- Питер Граймс — «Питер Граймс» Б. Бриттена
- Тангейзер — «Тангейзер» Р. Вагнера (1974)
- Де Грие — «Манон Леско» Дж. Пуччини
- Отелло — «Отелло» Дж. Верди
- Дон Базилио — «Свадьба Фигаро» В. А. Моцарта
- Задрипанный мужичонка — «Катерина Измайлова» Д. Д. Шостаковича
- Король Густав III — «Бал-маскарад» Дж. Верди (1975)
- Зигмунд — «Валькирия» Р. Вагнера
- Рудольф — «Богема» Дж. Пуччини
- Принц — «Любовь к трём апельсинам» С. С. Прокофьева[5]
- Хозе — «Кармен» Ж. Бизе
- Вижут — «Банюта» А. Калныньша
- Кангар — «Огонь и ночь» Я. Медыньша
- Марис — «Принцесса Гундега» А. Скулте[2]
- «Опера нищих» М. Зариньша
- «Сельская честь» П. Масканьи.